# Eois apyraria
Eois apyraria là một loài bướm đêm trong họ Geometridae.